# Burgos (Ilocos Norte)
Burgos is een gemeente in de Filipijnse provincie Ilocos Norte op het eiland Luzon. Bij de laatste census in 2010 telde de gemeente bijna 10 duizend inwoners.

## Geografie

### Bestuurlijke indeling
Burgos is onderverdeeld in de volgende 11 barangays:
| - Ablan Sarat - Agaga - Bayog - Bobon - Buduan - Nagsurot | - Paayas - Pagali - Poblacion - Saoit - Tanap |

## Demografie
Burgos had bij de census van 2010 een inwoneraantal van 9.687 mensen. Dit waren 922 mensen (10,5%) meer dan bij de vorige census van 2007. Ten opzichte van de census van 2000 was het aantal inwoners gegroeid met 1.153 mensen (13,5%). De gemiddelde jaarlijkse groei in die periode kwam daarmee uit op 1,28%, hetgeen lager was dan het landelijk jaarlijks gemiddelde over deze periode (1,90%).

De bevolkingsdichtheid van Burgos was ten tijde van de laatste census, met 9.687 inwoners op 128,9 km², 75,2 mensen per km².